# Karin Blix
Karin Blix, född 31 december 1890 i Lund, död 13 april 1989, var en svensk konstnär.
Karin Blix studerade vid Högre konstindustriella skolan i Stockholm 1910–1912 och vid Otte Skölds målarskola omkring 1939, samt vid Signe Barths målarskola 1941 och en månad för André Lhote i Paris 1939. Separat ställde hon ut i Härnösand 1947 och på Lilla Paviljongen i Stockholm 1950 och i ett flertal samlingsutställningar runt om i landet. Hennes konst består av Stockholmsskildringar, ofta från trakten kring Katarina kyrka. Blix är representerad vid Nationalmuseum, Stockholms kulturnämnd, Malmö kommun, Nyköpings kommun, Ängelholms kommun och Katrineholms kommun.
Hon var dotter till professor Magnus Blix och Martina Lamm samt syster till konstnären Ingrid Hwatz och professor Gunnar Blix. Från 1914 var hon gift med sin kusin prästen Claes Hilding Blix (1881–1929).